# خيمر

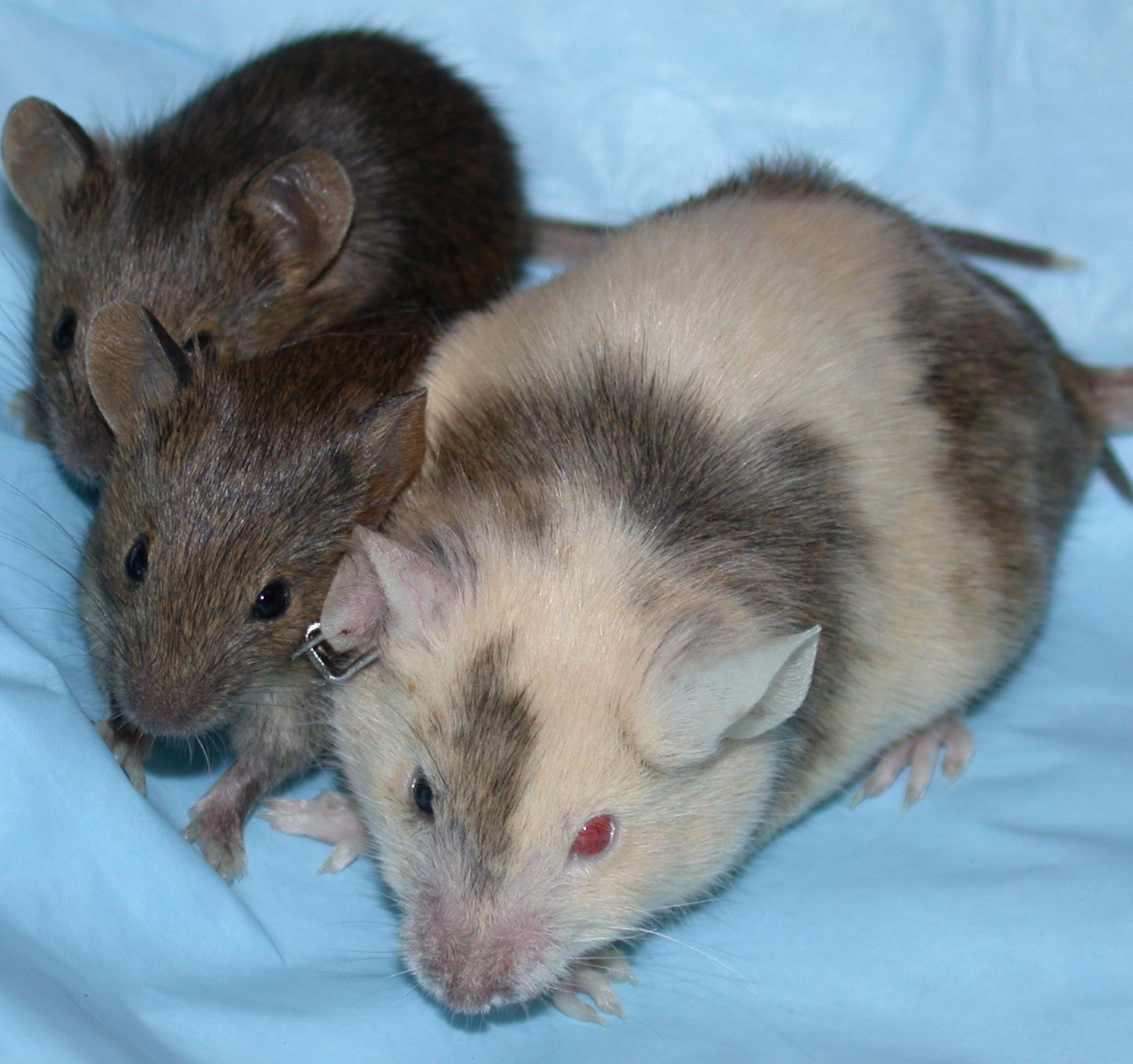
فأر خيمري مع ذريته

الخيمر (باللاتينية: Chimera) حيوان يمتلك تجمعين أو أكثر من الخلايا المتميزة جينيا التي نشأت في لاقحات (زايجوت) مختلفة مرتبطة بالتكاثر الجنسي؛ في حال بروز الخلايا المختلفة من نفس اللاقحة فإنها تدعى بالتزيق. تتشكل الخيمرات من أربع خلايا أبوية ( بيضتين مخصبتين أو أجنة مبكرة تلتحم وتتحد معا). يحتفظ كل تجمع من الخلايا بصفته الخاصة ويكون الحيوان الناتج خليطا من الأنسجة. عادة ما تتم مشاهدة حيوانات الخيمر في علم الحيوان الذي لا يختص بالبشر غير أنه تم اكتشافه بمدى نادر جدا في الكائنات البشرية.
إما أن يتم توارث هذا الوضع أو اكتسابه خلال تسريب (تشريب) الخلايا المصنعة للدم والممنوحة من أشخاص آخرين (وتدعى أيضا بالمُثلية Allogeneic - طالع زرع الطعم الخيفي) خلال عمليات زراعة الأعضاء أو نقل الدم. تحدث عملية الخيمرة (بالإنجليزية: Chimerism) في حالة التوائم غير المتطابقة عن طريق تفاغرات الأوعية الدموية. تزداد احتمالية الحصول على سلالات خيمرية إذا ما تم تخليقها بواسطة التلقيح الصناعي. يمكن أن تتكاثر كائنات الخيمر ولكن خصوبة ونوع الذرية يعتمد على أي خط خلية قام بإثارة المبايض أو الخصيتين. قد تتسبب درجات الخنوثة المتفاوتة في مجموعة واحدة من الخلايا والتي هي خلايا أنثوية جينيا وأخرى ذكورية جينيا أيضا.

## خيمرية التيتراغاميتيك
خيمرية التيتراغاميتيك هي شكل من أشكال الخيمرية الخلقية. تحدث هذه الحالة عند تخصيب بويضيتين منفصلتين بحيوانين منويين يتبعها اندماج للبويضتين في مراحل اللاقحة أو مراحل الكيسة الأرومية مما يتسبب في نمو كائن بخطوط خليوية متداخلة. وبعبارة أخرى، يتكون الخيمر من دمج توأمين غير متماثلين في مرحلة (لاقحة أو أرومية) مبكرة جدا؛ وعلى هذا النحو يمكن أن تكون التوائم ذكورا وإناثا أو خنثى.
كلما تطور الكائن الحي، أمكن له أن يمتلك أعضاء بمجموعات كروموسومات مختلفة. فمثلا؛ يمكن أن يكون للخيمر كبد تتكون من خلايا ذات مجموعة من الكروموسومات وكلية تتألف من مجموعة ثانية من الكروموسومات. حدث هذا في البشر واعتقد أنه نادر للغاية في وقت واحد على الرغم من أن دليلا أكثر حداثة يقترح أنه ليس بتلك الندرة كما كان معتقدا في زمن سابق.
ظهرت صحة هذا الاكتشاف في حالة قرد المرموسيت حيث أظهرت دراسات حديثة أن معظم هذه القرود هي كائنات خيمر تتقاسم الدنا مع توائمها الأخوية (غير المتماثلة).
ستمضي معظم كائنات الخيمر في حياتها دون أن تدرك طبيعتها. فقد يكون الاختلاف في النمط الظاهري ماكرا (مثال: امتلاك إبهام منحن وإبهام مستقيم وعينين بألوان مختلفة قليلا ونمو شعر مختلف على جانبي الجسم المتقابلين إلخ.) أو من غير الممكن اكتشافه نهائيا. قد يُظهر الخيمر أيضا -تحت طيف معين من الأشعة فوق البنفسجية- علامات منفصلة على الظهر تشبه نقاطا سهمية تشير من الأكتاف إلى أسفل الظهر. يعد هذا تعبيرا آخر عن تفاوت الأصباغ الذي يدعى بخطوط بلاشكو (بالإنجليزية: Blaschko's Lines).
يمكن تمييز الأشخاص المتضررين عن طريق إيجاد مجموعتين من الخلايا الحمراء أو في حالة إذا ما كانت اللواقح من جنسين مختلفين تحوي أعضاء جنسية ملتبسة وخنوثة وحدها أو مجتمعة. قد يمتلك هؤلاء الأشخاص أحيانا جلدا وشعرا غير مكتمل أو عينا متصبغّة (تغاير لون القزحية). أما في حالة كون الأرومية من جنس منفصل، فقد تتكون أعضاء تناسلية من كلا الجنسين إما أن تكون مبايض وخصيات أو خنثى مجتمعة. تدعى الحالة السابقة بالخنوثة الحقة وهي شكل نادر جدا من الخنوثة.
لاحظ أن التكرار الذي تحدث فيه هذه الحالة لا يعد مؤشرا على الانتشار الحقيقي للكيميرية. معظم كائنات الخيمر تتألف من خلايا ذكرية وأنثوية معا قد لا تحوي غالبا حالة الخنثى كما هو متوقع في حالة تجمعين من الخلايا تم خلطهما بالتساوي عبر الجسم. غالبا ما ستتكون معظم أو كل الخلايا من نوع الخلية المفردة من خط خليوي مفرد (مثال: قد يتألف الدم بشكل بارز من خط خلية واحد بينما تتكون الأعضاء الداخلية من خط خلية آخر). تنتج الأعضاء التناسلية الهرمونات المسؤولة عن خصائص الجنس الآخر. إذا ما كانت أجهزة الجنس متماثلة؛ فمن غير المتوقع أن يظهر الفرد أي صفات خنثوية.
غالبا ما لا يتم اكتشاف كائنات الخيمر على الإطلاق إلا في حالة أظهرت شذوذا كما في خصائص الذكر أو الأنثى أو الخنثى أو تصبغ الجلد المتفاوت. أكثر الكائنات التي تتم ملاحظتها هي ذبل القطط (Tortoiseshell Cats) أو الحيوانات ذات الأعضاء الجنسية الغامضة.
يشكل وجود ظاهرة الخيمرية مشكلة لفحوصات الدنا، وهي حقيقة لها آثارها على العائلة والقانون الجنائي. على سبيل المثال فإن قضية ليديا فيرتشايلد قدمت إلى المحكمة بعد اختبار للحمض النووي والذي أظهر على ما يبدو أن أبناءها لا يمكن أن يكونوا خاصتها. تم حفظ تهم الاحتيال ضدها والطعن في حضانتها لأولادها كذلك كما وأسقطت التهم عندما أصبح من الواضح أن ليديا كانت خيمرية حيث وجد دنا مطابق لأولادها في خلايا عنق الرحم في جسمها. أما القضية الأخرى فكانت بطلتها كاري كيغان، والتي واجهت خطر فقدان أولادها بعد أن أظهر فحص دنا أجري من أجل عملية زرع كلى أنها ليست الأم الطبيعية لهم.
لحالة التيتراغاميتيك آثار مهمة على زراعة الخلايا الجذعية أو زراعة الأعضاء فالخيمرات ذات تحمل مناعي مع كل من خطي الخلية.

## خيمرية ميكروية
الخيمرية الميكروية هي تواجد عدد صغير من الخلايا المنفصلة جينيا عن تلك الخاصة بالفرد العائل. من الواضح أن هذه الظاهرة مرتبطة بأنواع معينة من أمراض المناعة الذاتية وعلى أي حال فالآلية المسؤولة عن هذه العلاقة غير واضحة.

## الخيمرية «الطفيلية» في سمكة الصنارة
تحدث ظاهرة الخيمرية بشكل طبيعي في أسماك الصنارة البالغة من فصيلة Ceratioid وتعتبر هذه العملية جزءا طبيعيا وضروريا من دورة حياتها. بمجرد ولادة الذكر، فإنه يبدأ بالبحث عن أنثى مستخدما غدده الشمية القوية إلى أن يقوم بتحديد سمكة صنارة أنثى ومن ثم يقوم الذكر بعض الأنثى وهضم النسيج الذي حول العضّة. برغم أن هذا الارتباط صار أساسيا لبقاء الذكر فإنه يستهلكه في النهاية، وذلك لأن كلا من السمكتين تندمجان معا لتكوّنا سمكة خنثى. قد يحدث أحيانا أن يلتصق أكثر من ذكر بأنثى واحدة كطفيلي خلال هذه الطقوس العجيبة ويفنيان حينها في جسد الأنثى الأكبر حجما. تصبح الذكور بالغة جنسيا بمجرد اندماجها مع الأنثى لتطوّر خصيات كبيرة بينما تضمر باقي أعضائها. تسمح هذه العملية للنطف بأن تكون متوافرة باستمرار عندما تنتج الأنثى بيضة ولذا فإن باستطاعة السمكة الخيمرية امتلاك عدد أكبر من الذرية.

## خيمرية السلالة الجرثومية
تحدث خيمرية السلالة الجرثومية عندما لا تكون خلايا الجرثوم (مثال: خلايا الحيوان المنوي والبيضة) لكائن حي مطابقة جينية له. اكتشف مؤخرا أن قرود مارموسيت يمكن أن تحمل الخلايا التناسلية (كاذبة) لأشقائها التوأم وذلك بسبب الاندماج المشيمي أثناء النمو. (دائما ما تنجب قرود مارموسيت توائم كاذبة تقريبا).

## الخيمرات في الدراسات
في الدراسات البيئية، تنتج الخيمرات صناعيا عند الخلط الفيزيائي لخلايا من كائنين مختلفين. ليست الخيمرات كائنات مهجنة والتي تنشأ من اندماج الأمشاج من نوعين (مثل الحمار والحصان) التي تكوّن زايجوتا مفردا سينمو بقدر ما يستطيع (ليصبح في هذه الحالة بغلا إذا ما كان الوالدان حمارا وفرسا أو يعطي حيوانا يدعى hinny إن كان الوالدان حصانا وأنثى حمار)، بالمقارنة فالخيمرات هي عملية خلط فيزيائي لخلايا من لاقحتين مستقلتين مثل واحدة مأخوذة من الحمار والأخرى من حصان. إن «الخيمر» مصطلح واسع النطاق وغالبا ما يتم إطلاقه على أنواع مختلفة وعديدة لخلط الخلايا من نوعين مختلفين.
قد تسبب بعض الخيمرات نموا أخيرا لحيوان بالغ مكون من خلايا تتبع كلا المانحين، والذين قد يكونان من نوعين مختلفين- حيث تم في مثلا عام 1984 إنتاج حيوان يسمى بـالغيب (geep) يجمع بين أجنة من الماعز والغنم. كان هذا الحيوان مشاركا مهما للغاية في الإجابة عن أسئلة أساسية عن التطور، كما وأن التقنيات التي استخدمت لإيجاده قد تساعد يوما ما في إنقاذ الأنواع المهددة بالانقراض. إن حاول أحدهم حمل جنين ماعز في غنمة فإن جهاز الأخيرة المناعي سيرفض جنين الماعز الذي ينمو. وعلى كل حال؛ فإن استخدم المرء (غيبا geep) مشتركا في علامات المناعة مع كل من الخرفان والماعز فقد ينجو جنين الماعز. من الممكن توسيع هذا الإجراء بغرض منع اندثار بعض أنواع الحيوانات المنقرضة.
تصنع مثل هذه الخيمرات بين النوعية (من الأنواع) مثل الغيب في المختبر ونادرا ما تخلّق بغرض إنتاج حيوانات حية مهجنة. تصنع الخيمرات بين النوعية عن طريق زرع خلايا جنينية من حيوان بسمة واحدة في جنين حيوان آخر بسمة مختلفة. يعتبر هذا الإجراء شائعا في علم الأجنة وقد كان مساهما مهما جدا في فهمنا الحالي لعلم أحياء الإنسان والحيوان. مثلا عند مزج الخلايا الجنينية لفئران مختلفة في اللون أو فئران متميزة وراثيا (من نفس النوع)، استطاع الباحثون رؤية تشكل الأجنة وما هي الأعضاء والأنسجة المرتبطة ببعضها (والناشئة من أنساب (أنسال) خليوية متشابهة).
لا تعتبر الخلايا المدمجة خيمرات حقيقية كما هو موضح أعلاه وذلك لأنها لا تنتج من خليط من نوعين من الخلايا ولكن تنتج من اندماج خلايا نوعين في خلية واحدة وتكاثر هذه الخلية في المختبر. لطالما كانت الخلايا المدمجة أدوات مهمة جدا في الأبحاث الطبية الحيوية لمدة عقود من الزمن.
في أغسطس/آب العام 2003، ذكر باحثون من جامعة شانغهاي الطبية الثانية أنهم قد نجحوا في دمج خلايا جلد بشري وبيوض أرنب ميتة لصنع أول أجنة خيمر بشرية. سمح للأجنة بأن تنمو لأيام عدة في إعدادات المختبر ومن ثم دمرت لحصد الخلايا الجذعية الناتجة. بسبب الاحتمالية العالية لخلايا الجنين البشرية الجذعية ووقف الولايات المتحدة الأمريكية لاستخدام الأجنة التي تم التخلص منها في عيادات التلقيح الصناعي إضافة إلى مخاوف أخرى بشأن استخدام الأجنة البشرية مباشرة لأغراض البحث العلمي، يحاول العلماء إيجاد مسارات بديلة للبحث. ومع ذلك فإن المشاريع المتزايدة والقابلة للتحقيق التي تستخدم خيمرات إنسانية وحيوانية جزئية كمصانع حية للإنتاج الصيدلاني ولكن لإنتاج الخلايا والأعضاء (انظر ورم هجين) من أجل زراعة الأعضاء تثير مجموعة من قضايا الأخلاق والسلامة.
خلال شهر نوفمبر من العام 2006، تقدم باحثون بريطانيون من جامعة نيوكاسل وكلية كينج في لندن بطلب إلى سلطة الإخصاب الإنساني وعلم الأجنة للحصول على رخصة لمدة 3 سنوات تسمح بدمج الدنا مع بيض الأبقار. كان الاقتراح هو إدخال الدنا البشري في بيضة بقر تمت إزالة المادة الوراثية منها ومن ثم خلق جنين بنفس التقنية التي أدت إلى إنتاج النعجة دوللي. تمت تجربة هذا البحث مسبقا في الولايات المتحدة عدة مرات وقد باءت محاولات إنتاج مثل هذا الجنين بالفشل. في أبريل عام 2008 أفاد الباحثون في جامعة نيوكاسل أن بحثهم قد نجح حيث بقي الجنين الذي تم إنتاجه على قيد الحياة لمدة ثلاثة أيام ونما الأكبر حجما ليصل إلى 32 خلية. يطمح الباحثون للحصول على أجنة تبقى حية لمدة 6 أيام حتى يمكن حصد الخلايا الجذعية الجنينية.
في عام 2007، صنع العلماء في كلية الطب في جامعة نيفادا خروفا يحتوي على ما نسبته 15 بالمئة من الخلايا البشرية و85 بالمئة خلايا تنتمي إلى الخروف.

## خيمرات الفئران
الفئران الخيمرية هي أدوات مهمة في الدراسات البيولوجية وذلك لأنها تسمح بتقصي تشكيلة من الأسئلة البيولوجية في حيوان يحوي مجمّعات جينية منفصلة في داخله. يتضمن هذا فهما عميقا داخل مثل هذه المشاكل مثل متطلبات النسيج المحدّدة للجين ونسل الخلايا وجهد الخلية. يمكن تلخيص الطرق العامة لخلق فئران خيمرية إما عن طريق حقن أو تجمّع خلايا جينية من أصول مختلفة. تم عمل أول فأر خيمري بواسطة بياتريس مينتز في الستينيات عبر تجمّع من جنين في طور الثمان خلايا. أما الحقن من جهة أخرى فقد ابتكره ريتشارد غاردنر ورالف برينستر الذين قاما بحقن الخلايا في أكياس الجذعة (Blastocysts) لإنتاج فئران خيمرية بخطوط جرثومية مشتقة كليا من خلايا جنينية جذعية تم حقنها. يمكن أن يساهم جنين الفأر قبل وبعد الغرس في الخيمر. في حالة ما بعد الغرس فإن الخلايا الجذعية الجنينية من كتلة الخلية الداخلية لأكياس الجذعة يمكن أن تساهم في كل أنسال الخلية للفأر والتي تشمل النسل الجرثومي الخلوي (Germ Line). إن الخلايا الجذعية الجينينية أداة مهمة أيضا في الخيمرات لأنه يمكن للجينات أن تتبدل فيها عبر استخدام إعادة ترتيب الجينات المتشابه مما يسمح باستهداف الجين. بما أن هذا الاكتشاف حدث في عام 1999 فقد أصبحت الخلايا الجذعية الجنينية أداة رئيسية في عملية توليد فئران خيمرية محدّدة.

### علم الأحياء الأساسي
تأتي القدرة على صنع خيمرات الفئران من فهم نمو الفئران المبكر. ما بين طور إخصاب البيضة وزرع كيس الجذعة في الرحم، تحتفظ أجزاء مختلفة من جنين الفأر بالقدرة على التسبب بتشكيلة من أنسال الخلية. بمجرد وصول الجنين إلى طور الكيس الجذعي فإنه يكون مكونا من أجزاء عدة وهي الأديم الظاهر الغاذي (Trophectoderm) بالدرجة الأولى والكتلة الخلية الداخلية والأدمة الباطنية الأولية.
يهب كل من هذه الأجزاء الخاصة بالكيس الجذعي لأجزاء مختلفة من الجنين، فالكتلة الداخلية الخلوية تمنح للجنين الأصلي في حين أن الأديم الظاهر الغاذي والأدمة الباطنية الأولية يمنحان للتراكيب الجنينية الإضافية التي تدعم نمو الجنين.
يكون الجنين في طور من اثنين إلى 8 خلايا مؤهلا لصنع الخيمرات، بما أن الخلايا في الجنين لا تكون ملتزمة بالمنح لأي أنسال خلوية محددة في أطوار النمو هذه فإنه يمكن لها أن تمنح للكتلة الخلوية الداخلية أو الأديم الظاهر الغاذي. في حالة استخدام طور الخلايا الثمانية ثنائية الصبغة فإن الأجنة تستخدم لصنع الخيمر، فإنه يمكن إيجاد الخيمرية لاحقا في الطبقة الجرثومية الخارجية للجنين، والكيسة الأرومية الأولية والأديم الباطن والأديم الظاهر الغاذي للكيسة الأرومية أيضـا.
من الممكن تشريح الجنين في أطوار أخرى لكي يثير وفقا لذلك نسلا واحدا من الخلايا من جنين انتقائي وليس من آخر. فالمجموعات الفرعية على سبيل المثال من القسيمات الجرثومية (Blastomeres) يمكن أن تستخدم لتؤدي لخيمر بنسل خلوي محدّد من جنين واحد. مثلا؛ يمكن استخدام كتلة الخلايا الداخلية لكيسة أريمية ثنائية الصبغات لصنع خيمر مع كيسة أريمية أخرى من جنين ذي خلايا ثمانية ثنائية الصبغة. إن الخلايا المأخوذة من كتلة الخلايا الداخلية ستمنح للأديم الباطن الأولي والأديم الظاهر في فأر الخيمر ومن هذه المعرفة فإن مساهمات خلية الجنين الجذعية للخيمرات قد تم تطويرها. يمكن استخدام خلايا الجنين الجذعية بالاشتراك مع أجنة طور الخلايا الثمان وأجنة طور الخليتين لصنع الخيمرات وإثارة الجنين السليم بشكل خاص. يمكن تعديل الأجنة التي ستستخدم في الخيمرات بشكل أكثر جينيا وذلك لكي تساهم خصيصا في جزء واحد فقط من الخيمر. مثال على ذلك هو الخيمر الذي أنشئ من خلايا جنينية جذعية وأجنة رباعية الصبغيات، الأجنة رباعية الصبغيات التي تركّب صناعيا بواسطة الانصهار الكهربائي لأجنة ثنائية الخلية ثنائية الصبغة. الجنين رباعي الصبغات سيمنح حصريا للأديم الظاهر المغذي والباطن الأولي في الخيمر.

### طرق الإنتاج
هناك تشكيلة من التركيبات التي يمكن أن تسبب فأر خيمر ناجحا ووفقا لهدف التجربة فإن الخلية المناسبة وتركيبة الجنين يمكن اختيارها وهي عموما ليست محصورة بكل من: الجنين ثنائي الصبغية والخلايا الجذعية الجنينية والجنين ثنائي الصبغية مع الجنين ثنائي الصبغية والخلايا الجذعية الجنينية مع الخلايا الجذعية الجنينية والخلايا الجذعية الجنينية مع الجنين ثلاثي الصبغية والجنين ثنائي الصبغية مع الجنين ثلاثي الصبغية.
يعتبر الجمع بين الخلية الجذعية الجنينية والجنين ثنائي الصبغية تقنية شائعة تستخدم لصنع الفئران الخيمرية على اعتبار أن استهداف الجين ممكن في الخلية الجنينية الجذعية. هذه الأنواع من الخيمرات يمكن عملها إما عبر تجميع الخلايا الجذعية والجنين ثنائي الصبغية أو من خلال حقن الخلايا الجذعية داخل الجنين ثنائي الصبغية. إن كانت الخلايا الجذعية الجنينية سيتم استخدامها لاستهداف الجين لصنع الخيمر فالإجراء التالي هو المتبع: سيتم تقديم بناء لتأشب مثلي للجين المستهدف إلى الخلايا الجنينية الجذعية المستنبتة للفأر من الفأر المانح. باستخدام التثقيب الكهربائي فإن الخلايا الموجبة لحدث التأشيب ستمتلك مقاومة للمضادات الحيوية مزودة بكاسيت إدخال مستخدم في استهداف الجين ويسمح بتحديد إيجابي له.
يتم حقن الخلايا الجذعية الجنينية التي تحمل الجين الهدف الصحيح داخل الكيسة الأريمية في الفئران العائلة ثنائية الصبغية. هذه الأكياس المحقونة يتم زرعها فيما بعد في داخل فأرة بديلة ذات حمل كاذب، مما سيجلب الأجنة إلى موعد الولادة فتنجب فأرا يكون خطه العروسي (Germ Line) مشتقا من الخلايا الجذعية الجنينية للفأر الواهب. يمكن تحقيق نفس هذه الطريقة عبر تجميع الخلايا الجذعية الجنينية والأجنة ثنائية الصبغة، تستنبت الأجنة ثنائية الصبغة في أطباق تجميع في أوعية يمكن أن تتسع للأجنة المفردة. تضاف الخلايا الجذعية الجنينية إلى هذه الأوعية وتستنبت التجمعات إلى أن يتشكل جنين وحيد ويتطور إلى طور الكيسة الأريمية ويمكن حينها نقلها إلى الفأر البديل.

## التشريعات
تتميز الولايات المتحدة وأوروبا الغربية بمدونات قواعد سلوك صارمة ولوائح ثابتة تمنع صراحة استخدام الخلايا البشرية في مثل هذا النوع من التجارب بحيث يوجد فرق عظيم في الإطار التنظيمي بين أوروبا والولايات المتحدة حتى. في مايو عام 2008، حدث جدال عنيف في مجلس العموم حول أخلاقية صنع الخيمرات بواسطة الخلايا الجذعية البشرية وتم تقرير السماح بتصنيع الأجنة في المختبرات إذا ما تم ضمان تدميرها في غضون الأربعة عشر يوما الأولى. احتدم نقاش ساخن أيضا في الولايات المتحدة حول إذا ما كان يجب السماح باستخدام الخلايا الجذعية البشرية في تخليق الخيمرات كما وناقش سياسيون عدة [من؟] واقع أن هذا التخليق هو أمر مخالف للمعتقدات اليهودية المسيحية.